# Victoria Azarenka
Victoria Azarenka (în bielorusă Вікторыя Фёдараўна Азаранка, în scrierea Łacinka Viktoryja Fjodaraŭna Azaranka; în rusă: Виктория Фёдоровна Азаренко, Viktoria Fiodorovna Azarenko; n. 31 iulie 1989, Minsk, Uniunea Sovietică) este o jucătoare profesionistă de tenis din Belarus.
Ea a fost lider mondial de la sfârșitul anului 2012 și a deținut prima poziție în clasamentul WTA un total de 51 de săptămâni.  Azarenka a câștigat 21 de titluri WTA la simplu, inclusiv două titluri de Grand Slam la Australian Open 2012 și 2013, devenind primul jucător din Belarus, bărbat sau femeie, care a câștigat un titlu de simplu la un turneu de Grand Slam.  Azarenka este, de asemenea, finalistă de trei ori la US Open, în 2012, 2013 și 2020. Alte realizări importante ale ei la simplu includ câștigarea a șase turnee Premier Mandatory (inclusiv Sunshine Double în 2016), patru turnee Premier 5 și medalia de bronz la simplu la Jocurile Olimpice de vară din 2012 de la Londra, precum și locul secund la finala WTA 2011 în fața Petrei Kvitová. A jucat trei semifinale de Grand Slam la simplu (Wimbledon în 2011 și 2012 și Openul Francez în 2013) și alte nouă apariții majore în sferturi de finală.

## Viața personală
Victoria Azarenka s-a născut în Minsk, Belarus. Ea provine dintr-o familie obișnuită fiind fata lui Alla și Fedor Azarenka. Ea are un frate mai mare, Max.
Idolul Victoriei Azarenka este Steffi Graf. Ea a declarat într-un interviu că motivația ei cea mai mare este reușita lui Steffi Graf din 1988.
La vârsta de 15 ani, Azarenka s-a mutat din Belarus în Scottsdale, Arizona pentru a se pregăti mai bine.
Azarenka vorbește fluent engleza, bielorusa și rusa. Ea mai știe și franceza și ucraineană.
Azarenka și prietenul ei, Billy McKeague, au un fiu, Leo (născut în 20 decembrie 2016).

## Cariera de tenis

### Cariera la juniori
În noiembrie 2003 a obținut primul succes la juniori. Ea câștigat un turneu de dublu juniori din Israel alături de compatrioata sa, Olga Govortsova.
În 2004 a atins semfinalele la simplu la Wimbledon juniori unde a fost învinsă de sârboaica Ana Ivanović. Alături de Olga Govortsova a câștigat proba de dublu a turneului londonez. Ele au dispus în finala de cuplul româno-neo zeelandez, Monica Niculescu/Marina Erakovic.
În 2005 Azarenka a avut un an de succes la juniori. Ea câștigat două titluri de Mare șlem la juniori în proba de simplu, la Australian Open și U.S. Open și a încheiat anul ca lider mondial la juniori și a fost numită campioană mondială de către Federația Internațională de Tenis. În acel an a mai câștigat și trei titluri de Mare Șlem la dublu juniori, la Australian Open, Roland Garros și Wimbledon. Tot în acest an și-a făcut debutul în turneele WTA. Azarenka a debutat la Guangzhou, unde a a ajuns până în semifinale.

### Finale de Grand Slem la juniori

#### Simplu: 2 (2 titluri)
| Rezultat     | An   | Suprafață       | Turneu | Adversar     | Scor     |
| ------------ | ---- | --------------- | ------ | ------------ | -------- |
| Câștigătoare | 2005 | Australian Open | Ciment | Ágnes Szávay | 6–2, 6–2 |
| Câștigătoare | 2005 | US Open         | Ciment | Alexa Glatch | 6–3, 6–4 |

#### Dublu: 4 (4 titluri)
| Rezultat     | An   | Suprafață       | Turneu | Partener        | Oponenți                         | Scor               |
| ------------ | ---- | --------------- | ------ | --------------- | -------------------------------- | ------------------ |
| Câștigătoare | 2004 | Wimbledon       | Iarbă  | Olga Govortsova | Marina Erakovic Monica Niculescu | 6–4, 3–6, 6–4      |
| Câștigătoare | 2005 | Australian Open | Ciment | Marina Erakovic | Nikola Fraňková Ágnes Szávay     | 6–0, 6–2           |
| Câștigătoare | 2005 | French Open     | Zgură  | Ágnes Szávay    | Raluca-Ioana Olaru Amina Rakhim  | 4–6, 6–4, 6–0      |
| Câștigătoare | 2005 | Wimbledon (2)   | Iarbă  | Ágnes Szávay    | Marina Erakovic Monica Niculescu | 6–7(5–7), 6–2, 6–0 |

#### 2006
Victoria Azarenka  a început anul la Auckland unde a ajuns până în turul 2. La Australian Open a trecut de calificări dar a pierdut în primul tur la Sania Mirza. După turneul de la antipozi ea a jucat în SUA la Memphis, Tennessee, unde obține o victorie răsunătoare în primul tur la Nicole Vaidisova, însă este eliminată în turul 2. Azarenka ajunge până în turul 3 la Miami. După acest turneu urmează o periodă grea pentru Azarenka. Pierde în primul tur la toate turneele la care participă și abia la US Open ajunge în turul 3. Până la sfârșitul sezonului mai reușește o semifinală la Tașkent și atinge o finală într-un turneu ITF 75K la Pittsburgh.

#### 2007: Două finale WTA la simplu, primul titlu de Grand Șlem la dublu mixt
Azarenka începe anul de pe locul 96 WTA.Ea începe sezonul la Hobart. unde ajunge până în turul 2 al calificărilor.După acest turneu urmează Australian Open, unde ajunge pentru a doua oară consecutiv în turul 3 al unui Gran Șlem, iar în proba de dublu mixt alături de Max Mirnyi atinge finala.La Indian Wells și Miami ajunge în turul 3.La Estoril atinge prima sa finală într-un turneu WTA, pe care o cedează în fața unguroaicei, Greta Arn.La Roland Garros pierde în primul tur la Karin Knapp în timp ce la Wimbledon ajunge în turul 3.La Us Open reușește să ajungă până în optimi.În timp ce la dublu mixt alături de compatriotul Max Mirnyi reușește să câștige trofeul.După sezonul american, bielorusa mai joacă la Tașkent unde atinge a doua finală WTA pe care o pierde în fața franțuzoaicei, Pauline Parmentier și la Moscova unde ajunge până în sferturi.Ea încheie anul pe locul 30.

#### 2008: Două finale WTA la simplu, finala la dublu la Australian Open , al doilea titllu de Grand Șlem la dublu mixt
Victoria începe anul la Gold Coast unde reușește să atingă a treia finală într-un turneu WTA la simplu.Ea a cedat finala în fața chinezoaicei Li Na.La Australian Open atinge turul 3 unde este învinsă de multipla campioană, Serena Williams.În proba de dublu a turneului Victoria face pereche cu Shahar Peer(Israel).Cele două au reușit să ajungă în finală unde sunt învinse de  ucrainencele Alona Bondarenko și Kateryna Bondarenko.La Praga bielorusa atinge a patra finală WTA a carierei, unde este învinsă de rusoaica Vera Zvonareva.La French Open și Wimbledon ajunge până în turul 3.Înainte de US Open Azarenka joacă la Los Angeles unde atinge sferturile de finală, la Montréal unde atinge semifinale și la Jocurile Olimpice de vară din 2008 unde ajunge până în turul 3 și este eliminată de Venus Williams.La U.S. Open în proba de simplu ajunge până în turul 3 la simplu iar în proba de dublu mixt reușește să cucerească trofeul alături de americanul, Bob Bryan.După US Open mai joacă la Stuttgart unde ajunge până în semifinale.La Moscova este eliminată în primul tur iar la Zürich este eliminată în sferturi.Azarenka încheie anul pe locul 15.

#### 2009: Debutul in top 10, primul titlu Premier Mandatory, finala de dublu de la French Open
Azarenka începe anul la Brisbane, turneu pe care îl și câștigă.La Australian Open ajunge până în optimi, unde este eliminată de americanca Serena Williams.După turneul de la antipozi ia calea Americii și joacă la Memphis, Tennessee.La acest turneu reușește să câștige al doilea titlu WTA.La Indian Wells Masters ajunge până în semifinale în timp ce la dublu cucerește trofeul alături de Vera Zvonareva. La Miami reușeste să câștige cel mai important titlu al carierei și totodată reușește o victorie de senzație în finala acestui turneu împotriva Serenei Williams.După acest turneu Azarenka intră în top 10 pentru prima dată, urcând până pe locul 8.Pe zgură are un sezon bun atingând faza semifinalelor la turneul Premier 5 de la Roma iar la Roland Garros atinge sferturi de finală. fiind cel mai bun rezultat de până acum într-un turneu de Mare Șlem.În timp ce la dublu alături de rusoaica Elena Vesnina atinge a doua finală de Grand Șlem la dublu.Ele sunt învinse de cuplul spaniol,  Anabel Medina Garrigues/ Virginia Ruano Pascual La Wimbledon atinge al doilea sfert de finală consecutiv într-un turneu de Mare Șlem.La Us Open este eliminată de Francesca Schiavone în turul 3.În sezonul de toamnă atinge sferturi de finală la Tokyo și reușește să se califice la Turneul Campioanelor. La acest turneu este eliminată încă din faza grupelor. Azarenka încheie anul pe cea mai bună poziție a carierei, locul 7.

#### 2010: Azarenka gravitează în top 20
Bielorusa începe anul la Sydney, unde ajunge până în semifinale.La Australian Open atinge sferturi de finală.După turneul de la Melbourne, joacă la Dubai unde atinge prima ei finală într-un turneu Premier 5.Ea a cedat finala în fața americancei Venus Williams.La Indian Wells și Miami joacă modest atingând doar tur 3 respectiv optimi de finală.Are un sezon de zgură modest, atingând doar turul 2 la Roma , și turul 1 la Madrid și  Roland Garros.Azarenka își revine la Eastbourne unde atinge finala.La Wimbledon ajunge doar până în turul 3.Reușește să câștige turneul de la Stanford la simplu și Cincinnati la dublu alături de Maria Kirilenko.La openul Canadian ajunge până în semifinale.La Us Open este eliminată în turul 2.Pe final de an reușește semifinale la Tokyo și câștigă turneul de la Moscova.Pentru al doilea an consecutiv se califică la Turneul Campioanelor .Nici de data asta nu trece de faza grupelor.Victoria Azarenka încheie anul pe locul 10.

#### 2011: Al doilea titlu Premier Mandatory atât la simplu cât și la dublu, prima semifinală de Grand Șlem la simplu, finală la Turneul Campioanelor
Azarenka începe anul la Sydney unde este eliminată în sferturi de către Kim Clijsters.La openul de la antipozi ajunge până în optimi.La Indian Wells atinge sferturi de finală iar la Miami câștigă al doilea titlu Mandatory.După sezonul american, Azarenka câștigă primul ei titlu pe zgură la Marbella unde a învins-o în 2 seturi pe românca Irina-Camelia Begu.La Madrid atinge a treia finală într-un turneu mandatory, unde este învinsă de Petra Kvitova.Însă reușește să câștige turneul la dublu alături de Maria Kirilenko.La Roland Garros își egalează cea mai bună performanță, sferturile de finală.La Wimbledon reușește cel mai bun rezultat la un turneu de Grand Șlem, semifinale, unde a fost învinsă din nou de Petra Kvitová.La openul Canadian în proba de simplu ajunge până în semifinale iar la dublu până în finală, unde ea și partenera sa sunt învinse de cuplul american Liezel Huber-Lisa Raymond.La Us Open ajunge doar până în turul 3.Înainte de Turneul Campioanelor, ea mai triumfă la Luxemburg unde o învinge în finală pe românca, Monica Niculescu.La Turneul Campioanelor  ajunge până în finală unde este învinsă de Petra Kvitová.Azarenka încheie anul pe locul 3.